# ياردين جربي
ياردين جربي (بالعبرية: ירדן ג'רבי، من مواليد 8 يوليو 1989) رياضية إسرائيلية وبطلة العالم في الجودو فازت بميدالية برونزية اولمبية في دورة الألعاب الأولمبية الصيفية 2016، وتنافست في وزن 63 كجم للجودو للسيدات.
فازت بالميدالية الذهبية في بطولة العالم للجودو عام 2013 في فئة 63 كيلو غرام (139 رطلا). وحصلت على البطولة الإسرائيلية خمس مرات في سن ال 24 سنة، وكانت صاحب الميدالية الفضية في دورة ألعاب مكابيه 2009.

## روابط خارجية
- ياردين جربي على موقع IMDb (الإنجليزية)
- ياردين جربي على موقع الفيدرالية الدولية للجودو (الإنجليزية)
- ياردين جربي على موقع JudoInside.com (الإنجليزية)
- ياردين جربي على موقع AllJudo.net (الفرنسية)
- ياردين جربي على موقع اللجنة الأولمبية الدولية (الإنجليزية)
- ياردين جربي على موقع أوليمبيديا (الإنجليزية)